# Calias III
Calias (en griego antiguo: Καλλίας), hijo de Hipónico III por la mujer que se casó con Pericles, tercer cabeza de una de las más distinguidas familias atenienses en tener el nombre de Calias, famoso por su extravagancia y prodigalidad. Los historiadores a veces lo designan como Calias III para distinguirlo de su abuelo Calias (Calias II) y de su tatarabuelo Calias (Calias I).
Fue estratego en 391/390 a. C. Su padre Hipónico lo había sido en 427/426 a. C.
En la familia de Calias, del genos de Cérices, el oficio de sacerdote daidoûkhos (daducos) o porta-antorcha en los misterios de Eleusis parece que fue hereditario en los siglos V y IV a. C. Calias debió acceder a la fortuna de la familia en 424 a. C., que no es quizás irreconciliable con la mención de él en Los Aduladores —comedia de Eupolis de 421 a. C.—, de que había recibido una herencia recientemente. En 400 a. C., estuvo ocupado en intentar condenar a Andócides por el cargo de profanación, al haber puesto una rama suplicante sobre el altar del templo en Eleusis durante la celebración de los misterios; y, si podemos creer en la declaración del acusado, la rama fue puesta ahí por Calias mismo, quien fue provocado al haber sido frustrado por Andócides en un intento muy vergonzoso y libertino.
En 392 a. C., estuvo al mando de las tropas de infantería pesada que, en Corinto, capitaneadas por el strategos Ifícrates, derrotaron a un batallón (mora) espartano. Era próxeno de Esparta (más o menos equivalente a un cónsul actual) de carácter hereditario y, como tal, fue escogido como uno de los enviados con poderes para negociar la paz con esa polis en 371 a. C., con motivo de la cual Jenofonte pone en su boca un discurso autoglorificante e inefectivo.
Tenía fama de fatuo y diletante, y dilapidó su inmensa fortuna heredada con sofistas, aduladores, y mujeres. Fue tildado, incluso antes de la muerte de su padre, como el «genio maligno» de su familia. Aparece en la literatura relacionado con el círculo de Sócrates, y en su casa se desarrollan los diálogos El banquete de Jenofonte y el Protágoras de Platón. En la última obra su carácter aparece dibujado como el de un diletante muy divertido en sus pulsos intelectuales con Protágoras y el propio Sócrates. 
Al final terminó su vida en la indigencia, de donde viene el sarcasmo de Ifícrates llamándole metragyrtes (mendicante de la diosa) en lugar de daducos (sacerdote porta-antorchas).
Dejó un hijo legítimo a quien puso el nombre de Hipónico, siguiendo la costumbre familiar.